# Porphyronoorda decumbens
Porphyronoorda decumbens là một loài bướm đêm trong họ Crambidae.